# Supercoppa del Belgio 2023
La Supercoppa del Belgio 2023 è stata la quarantatreesima edizione della Supercoppa del Belgio, che si è svolta  in un incontro unico il 23 luglio 2023 tra l'Anversa, vincitore del campionato e della coppa nazionale, e il Malines, che è stata la squadra finalista della coppa nazionale.
Ha visto la vittoria ai tiri di rigore dell'Anversa, la prima della sua storia.

## La finale
Passata quasi subito in vantaggio grazie a un gol del solito Balikwisha, la favorita Anversa si è vista rimontare a causa dell'espulsione di Ávila e alla sfortunata autorete di De Laet.
Riuscita ad arrivare indenne ai tiri di rigore, l'Anversa è infine riuscito a portare a casa il trofeo, grazie all'errore decisivo di Lavalée, che ha calciato fuori il primo dei rigori ad oltranza della sua squadra.

## Le squadre
| Squadre | Qualificazione                                                           | Partecipazioni precedenti (il grassetto indica la vittoria) |
| ------- | ------------------------------------------------------------------------ | ----------------------------------------------------------- |
| Anversa | Vincitrice della Pro League 2022-2023 e della Coppa del Belgio 2022-2023 | 1 (1992)                                                    |
| Malines | Finalista della Coppa del Belgio 2022-2023                               | 2 (1987, 2019)                                              |

## Tabellino
| Arbitro: | Lawrence Visser (Lommel) |

|                                                                   |                      |                                                           |
| Balikwisha 9’                                                     | Marcatori            | 78’ (aut.) De Laet                                        |
| Vines Ilenikhena Van Den Bosch Vermeeren Alderweireld Butez Scott | Tiri di rigore 6 – 5 | Schoofs Mrabti Vanlerberghe Lauberbach Storm Ngoy Lavalée |

| P               | 1  | Jean Butez             |     |     |
| D               | 34 | Jelle Bataille         |     |     |
| D               | 23 | Toby Alderweireld (c)  |     |     |
| D               | 2  | Ritchie De Laet        |     |     |
| D               | 22 | Gastón Ávila           | 69’ |     |
| C               | 48 | Arthur Vermeeren       |     |     |
| C               | 17 | Jacob Ondrejka         |     | 86’ |
| C               | 8  | Alhassan Yusuf         | 55’ |     |
| A               | 11 | Arbnor Muja            |     | 86’ |
| A               | 7  | Gyrano Kerk            | 58’ | 71’ |
| A               | 10 | Michel-Ange Balikwisha |     | 86’ |
| Substitutes:    |    |                        |     |     |
| A               | 9  | George Ilenikhena      |     | 86’ |
| D               | 21 | Sam Vines              |     | 71’ |
| C               | 32 | Christopher Scott      |     | 86’ |
| D               | 33 | Zeno Van Den Bosch     |     | 86’ |
| A               | 55 | Anthony Valencia       |     |     |
| A               | 60 | Victor Udoh            |     |     |
| P               | 91 | Senne Lammens          |     |     |
| Allenatore:     |    |                        |     |     |
| Mark van Bommel |    |                        |     |     |

| P             | 1  | Gaëtan Coucke          |     |     |
| A             | 12 | Tristan Loiseaux       |     | 46’ |
| D             | 30 | Jordi Vanlerberghe     |     |     |
| D             | 14 | Dimitri Lavalée        |     |     |
| A             | 18 | Alec Van Hoorenbeeck   |     | 46’ |
| C             | 19 | Kerim Mrabti           | 85’ |     |
| C             | 34 | Ngal'ayel Mukau        |     | 79’ |
| C             | 16 | Rob Schoofs (c)        |     |     |
| A             | 11 | Nikola Storm           |     |     |
| A             | 9  | Julien Ngoy            |     |     |
| A             | 20 | Lion Lauberbach        |     |     |
| Substitutes:  |    |                        |     |     |
| D             | 21 | Boli Bolingoli-Mbombo  |     | 46’ |
| D             | 23 | Daam Foulon            | 47’ | 46’ |
| A             | 28 | Frederic Soelle Soelle |     | 79’ |
| P             | 15 | Yannick Thoelen        |     |     |
| D             | 27 | David Bates            |     |     |
| C             | 35 | Bilal Bafdili          |     |     |
| C             | 36 | Dirk Asare             |     |     |
| Allenatore:   |    |                        |     |     |
| Steven Defour |    |                        |     |     |